# ريوييا موريشيتا
ريوييا موريشيتا (باليابانية: 森下 龍矢) (مواليد 11 أبريل 1997) هو لاعب كرة قدم ياباني.

## وصلات خارجية
- ريوييا موريشيتا على موقع رابطة كرة القدم اليابانية للمحترفين (اليابانية)
- ريوييا موريشيتا على موقع إي إس بي إن إف سي (الإنجليزية)
- ريوييا موريشيتا على موقع قاعدة بيانات كرة القدم.إي يو (الإنجليزية)
- ريوييا موريشيتا على موقع ناشيونال فوتبول تيمز (الإنجليزية)
- ريوييا موريشيتا على موقع Soccerbase.com (لاعب) (الإنجليزية)
- ريوييا موريشيتا على موقع Soccerway.com (الإنجليزية)
- ريوييا موريشيتا على موقع عالم كرة القدم.نت (الإنجليزية)